# Blondi (film)
Blondi è  un film argentino del 2023 scritto, diretto e interpretato da Dolores Fonzi.

## Trama
Blondi è rimasta incinta a quindici anni e, dopo aver tentato in maniera fallimentare l'aborto, ha avuto un figlio di nome Mirko. Oggi Mirko ha vent'anni, lui e sua madre vivono come se fossero coetanei, dormono nello stesso letto, fumano le canne insieme e ascoltano la stessa musica.
Attorno alla coppia formata da Blondi e Mirko, si muovono gli altri componenti della famiglia: la nonna Pepa, la zia Martina e lo zio Eduardo.

## Produzione
Il film rappresentò il debutto alla regia di Dolores Fonzi. La sceneggiatura fu scritta a quattro mani con Laura Paredes e puntò a destrutturare la figura materna, proponendo un sovvertimento delle figure genitoriali e filiali.
Obiettivo della regista e sceneggiatrice fu quello di mostrare un modo diverso di intendere la struttura familiare, privandola delle figure patriarcali e utilizzando il genere della commedia. Dolores Fonzi spiegò di aver cominciato a pensare al film dopo aver visto l'immagine di una madre e un bambino da soli; riguardo la personalità della protagonista, affermò: "È una maternità orizzontale, senza giudizi su come una madre dovrebbe o non dovrebbe essere, perché alla fine l'unica cosa che conta è l'amore".
Descrivendo lo stile del film, dichiarò: "è una commedia, che narra un legame attraverso i suoi momenti quotidiani. È un film intimo per questo motivo. È una commedia con battute da ridere, ma prende una svolta nei suoi tratti successivi verso una commedia drammatica".
Il personaggio della nonna Pepa, interpretato da Rita Cortese, è ispirato alla nonna della regista, che raccontò all'attrice alcuni aneddoti personali per poterla agevolare nel ruolo.
Il film fu presentato in anteprima mondiale al Buenos Aires Festival Internacional de Cine Independiente. Venne distribuito nelle sale argentine a partire da giugno del 2023.
Nel mese di settembre prese parte al Festival internazionale del cinema di San Sebastián, nella sezione "Orizzonti latini".

## Accoglienza
Nelle prime sei settimane di programmazione, raccolse un totale di 50.000 biglietti venduti e venne proiettato in trenta sale cinematografiche.
Nel mese di luglio fu inserito nel catalogo di Prime Video.
La critica accostò il tema del film, ovvero il rapporto che lega una madre single e suo figlio, a quello già visto in prodotti come Una mamma per amica.
Júlia Olmo sul periodico digitale Valencia Plaza recensì positivamente il film, affermando: "Proprio in quella capacità di riflettere la profondità del rapporto da una leggerezza apparentemente semplice risiede una delle grandi virtù del film. La regista realizza un'opera prima onesta, piena di umorismo e di vita, spensierata, tenera ma senza diventare sdolcinata, classica nelle sue forme, piena di dialoghi e sequenze esilaranti che ricordano il meglio della commedia argentina contemporanea".
Nuria Vidal, sul mensile Cinemanía, la recensì positivamente definendola "una commedia leggera, libera, divertente che affronta temi molto duri".
Sulle pagine de La Nación, Paula Vázquez Prieto scrisse: "È lì che Fonzi si distingue anche come regista. Regalando a Blondi non solo il suo corpo e i suoi gesti, ma anche un mondo che la sua macchina da presa osserva furtivamente, ingrandisce con tenerezza, contagia di vitalità. Un film che ci presenta un genuino entusiasmo per il racconto e allo stesso tempo evita la strada facile di trasformare i suoi personaggi in mere espressioni delle loro idee".
Raquel Loredo sintetizzò la pellicola scrivendo: "Attraverso situazioni quotidiane, e senza moralismi, il film parla della profondità dei legami e cerca di sorridere ai problemi pur avendo il tempo di giocare" e aggiunse: "Il film diventa un altro di quegli sguardi sull'identità argentina che parlano del valore della libertà e dell'arte, e che, d'altra parte, ora affrontano l'ingiusta incertezza sul futuro di un'industria cinematografica argentina, in totale discussione, di fronte all'ascesa nel paese di una terrificante ultradestra politica".
Elsa Fernández-Santos di El País scrisse: "Con echi di buone commedie indie, Blondi offre senza sforzo freschezza e vitalità".
Il critico di El Mundo Luis Martínez lo definì "un esercizio di cinema delicato, malinconico, euforico e, soprattutto, libero e inclassificabile".
La recensione a cura di Espinof non fu edificante, pur assegnando alla pellicola un punteggio di tre stelle su cinque: "Blondi è scritto con l'intenzione di essere un personaggio complesso e tridimensionale, però finisce per essere una radiografia di quelle persone che si credono anime libere e doni dal cielo ma producono più pigrizia e sbuffi che amore incondizionato".
Sulla rivista Fotogramas Antonio Trashorras ne parlò come di una "commedia drammatica di lenta e prolungata penetrazione, ammaliante senza strafare [...] con una drammaturgia breve ma alimentata nel suo ultimo tratto da qualche opportuno trucco narrativo e da un 'crescendo' che culmina, alla fine sì, in un'emozione genuina, cinematografica".
Su Página/12, Ezequiel Boetti valutò il film assegnandogli un 8 e sostenendo che avesse "un peso emotivo insolito per il cinema argentino"; affermò inoltre che "Fonzi registra accuratamente il polso contemporaneo delle relazioni umane e si muove con disinvoltura in quello che gli anglosassoni chiamano "dramedy": un tono che, seppur sfumato dall'umorismo, ha uno sfondo molto più denso di quanto sembri".
Su Rotten Tomatoes il film ottenne l'83% di critiche positive.

## Riconoscimenti
- 2023 - Festival internazionale del cinema di San Sebastián
  - Candidatura al Premio Orizzonti a Dolores Fonzi

- 2023 - Buenos Aires Festival Internacional de Cine Independiente
  - Candidatura al miglior film

- 2024 - Platino Awards
  - Candidatura alla migliore opera prima a Dolores Fonzi
  - Candidatura alla migliore attrice a Dolores Fonzi
  - Candidatura alle migliori musiche originali a Pedro Osuna

- 2024 - Premios Martín Fierro de Cine y Series
  - Migliore opera prima a Dolores Fonzi

- 2024 - Premi Sur
  - Migliore opera prima a Dolores Fonzi
  - Migliore attrice a Dolores Fonzi
  - Migliore attrice non protagonista a Rita Cortese
  - Miglior attore rivelazione a Toto Rovito
  - Candidatura al miglior film
  - Candidatura al miglior regista a Dolores Fonzi
  - Candidatura al miglior attore a Toto Rovito
  - Candidatura alla migliore attrice non protagonista a Carla Peterson
  - Candidatura alla migliore sceneggiatura originale a Dolores Fonzi e Laura Paredes
  - Candidatura alla migliore fotografia a Javier Juliá
  - Candidatura ai migliori costumi a Paula Kasakoff e Greta Ure
  - Candidatura alla migliore direzione artistica a Micaela Saiegh
  - Candidatura al miglior trucco a Angela Garacija e Malvina Mariani

- 2024 - Condor d'argento
  - Migliore opera prima a Dolores Fonzi
  - Migliore attrice non protagonista a Rita Cortese
  - Miglior rivelazione maschile a Toto Rovito
  - Miglior direzione di casting a Katia Szechtman e Mariana Mitre
  - Candidatura al miglior film
  - Candidatura al miglior regista a Dolores Fonzi
  - Candidatura alla migliore attrice a Dolores Fonzi
  - Candidatura alla migliore sceneggiatura originale a Dolores Fonzi e Laura Paredes
  - Candidatura alla migliore musica originale a Pedro Osuna